# Norte Grande (Azores)
Norte Grande es una freguesia portuguesa perteneciente al concejo de Velas, situado en la isla de São Jorge, Región Autónoma de Azores. Posee un área de 32,06 km² y una población total de 688 habitantes (2001). La densidad poblacional asciende a 21,5 hab/km². El nombre alternativo de la freguesia es Neves.
- Datos: Q2289248
- Multimedia: Norte Grande / Q2289248

1. ↑  Worldpostalcodes.org,código postal n.º 9800-132.